# The House of Blue Light
Albums de Deep Purple
Perfect Strangers
(1984) Slaves & Masters
(1990)
Singles
1. Bad Attitude
Sortie : 1987
2. Call of the Wild
Sortie : 1987

The House of Blue Light est le douzième album studio du groupe britannique de hard rock Deep Purple. Il est sorti en janvier 1987 sur le label Polydor Records (Mercury aux États-Unis) et a été produit par Roger Glover et le groupe.

## Historique
Comme son prédécesseur cet album est enregistré à Stowe dans le Vermont. Cette fois-ci l'enregistrement se déroule dans un théâtre appelé « The Playhouse » avec l'aide d'un studio mobile.
Le groupe tourne pour promouvoir l'album, mais les dissensions entre Blackmore et Gillan vont en s'amplifiant et le show du 19 septembre à Brême en Allemagne sera le dernier de la formation Mark II, avant sa dernière reformation en 1992. 
Le chanteur Ian Gillan sort en 1988 un album avec Roger Glover, Accidentally on Purpose et part faire une tournée des clubs sous le nom de Garth Rockett & The Moonshiners. En mai 1989, il apprend   qu'il est renvoyé de Deep Purple. Il est remplacé par Joe Lynn Turner qui a été le dernier chanteur de Rainbow, précédent groupe de Ritchie Blackmore. Turner sera aussi remercié en 1992, marquant le retour de Gillan.
L'album se classe à la première place des charts allemand et suédois. Il atteindra la 10e place des charts britanniques et la 34e du Billboard 200 aux États-Unis.

## Titres
Tous les titres sont signés par Blackmore, Gillan & Glover, sauf indications
1. Bad Attitude (Blackmore, Gillan, Glover, Lord) – 4:43
2. The Unwritten Law (Blackmore, Gillan, Glover, Paice) – 4:34
3. Call of the Wild (Blackmore, Gillan, Glover, Lord) – 4:50
4. Mad Dog – 4:29
5. Black and White (Blackmore, Gillan, Glover, Lord) – 3:39
6. Hard Lovin' Woman – 3:24
7. The Spanish Archer – 4:56
8. Strangeways – 5:56
9. Mitzi Dupree – 5:03
10. Dead or Alive – 4:42

## Musiciens
D'après le livret accompagnant l'album : 
- Ian Gillan : chant, congas, harmonica
- Ritchie Blackmore : guitare (Fender Stratocaster, Marshall amplification, guitare synthétiseur Roland)
- Roger Glover : basse, synthétiseurs (Peavey, Steinberger, Vigier, Yamaha QX1, Emulator 2)
- Jon Lord : claviers (Hammond B3, Minimoog, Yamaha DX1, CP70, DX7, Emulator 2)
- Ian Paice : batterie (Pearl, cymbales Paiste, Vince Gutman's Marc System)

## Charts et certifications
| Pays             | Durée du classement | Meilleur classement |
| ---------------- | ------------------- | ------------------- |
| Allemagne        | 17 semaines         | 1er                 |
| Autriche         | 8 semaines          | 11e                 |
| Canada           | 11 semaines         | 51e                 |
| États-Unis       | 22 semaines         | 34e                 |
| Norvège          | 10 semaines         | 2e                  |
| Nouvelle-Zélande | 3 semaines          | 25e                 |
| Pays-Bas         | 9 semaines          | 11e                 |
| Royaume-Uni      | 9 semaines          | 10e                 |
| Suède            | 8 semaines          | 1er                 |
| Suisse           | 13 semaines         | 3e                  |

| Pays        | Certification | Ventes   | Date       |
| ----------- | ------------- | -------- | ---------- |
| Canada      | Or            | 50 000 + | 09/03/1987 |
| Royaume-Uni | Argent        | 60 000 + | 27/02/1987 |

### Charts singles
| Date | Single           | Chart                  | Durée du classement | Position |
| ---- | ---------------- | ---------------------- | ------------------- | -------- |
| 1987 | Call of the Wild | UK Singles Chart       | 3 semaines          | 92e      |
| 1987 | Call of the Wild | Mainstream Rock Tracks | 10 semaines         | 14e      |
| 1987 | Call of the Wild | Mega Top 50            | 1 semaine           | 93e      |
| 1987 | Bad Attitude     | Mainstream Rock Tracks | 8 semaines          | 14e      |